# José Antonio Hütt
José Antonio Hütt, auch José Antonio Hütt Chaverri, bekannt unter dem Rufnamen Toño (einer Abkürzung seines zweiten, und häufiger gebrauchten, Vornamens) (* 18. Januar 1910; † 1991), war ein costa-ricanischer Fußballspieler auf der Position des Stürmers. 

## Biografie
Der beim seinerzeitigen costa-ricanischen Vizemeister Orión FC unter Vertrag stehende Hütt war einer von mehreren Gastspielern des CS La Libertad, der im September und Oktober 1935 eine Reise nach Mexiko unternahm und dort sieben Freundschaftsspiele gegen mexikanische Vereinsmannschaften absolvierte. Hütt wirkte in sechs dieser Spiele mit und hinterließ bei seinen Auftritten einen so überzeugenden Eindruck, dass der mexikanische Hauptstadtverein CF Asturias ihn umgehend verpflichtete. 
Hütt spielte bereits 1936 für die Asturianos und bestritt unter anderem am 1. März 1936 das Eröffnungsspiel des vereinseigenen Stadions Parque Asturias. 1937 gewann Hütt mit Asturias die Copa México und in der Saison 1938/39 die Meisterschaft und den Pokal.
Unmittelbar nach dem Double wechselte Hütt vor Saisonbeginn 1939/40 zum Stadtrivalen Atlante, mit dem er 1940/41 einen weiteren Meistertitel gewann. 1942 war er mit Atlante noch einmal im Pokal sowie erstmals im mexikanischen Supercup erfolgreich. Seine letzte nachgewiesene Saison für Atlante war 1945/46.

## Erfolge
- Mexikanischer Meister: 1938/39 (mit Asturias), 1940/41 (mit Atlante)
- Copa México: 1936 und 1939 (mit Asturias) sowie 1942 (mit Atlante)
- Mexikanischer Supercup: 1942 (mit Atlante)